# Pic de l'Espada
El Pic de l'Espada és una muntanya de 2.548,5 metres d'altitud que es troba dins del terme municipal de la Torre de Cabdella, al Pallars Jussà.
És l'extrem nord-oriental de la Serra dels Crestells, i separa dues zones lacustres: a llevant seu hi ha els estanys de Sallente i Gento, amb tots els seus estanys interconnectats, i a ponent, els estanys de la regió del Pic Salado.
Aquest cim està inclòs al llistat dels 100 cims de la FEEC